# EHF-Pokal der Frauen 1999/2000
Am EHF-Pokal 1999/2000 nahmen Handball-Vereinsmannschaften teil, die sich in der vorangegangenen Saison in ihren Heimatländern über die Platzierung in der heimischen Liga für den Wettbewerb qualifiziert haben. Der EHF-Pokal wurde diese Saison das siebte Mal ausgespielt.
Titelverteidiger aus der Vorsaison war die dänische Mannschaft Viborg HK.

## Modus
Das komplette Turnier wurde im K.o.-Runden mit Hin- und Rückspielen gespielt, bis zu den Endspielen.

## Runde 1

### Qualifizierte Teams
| - SC Sparkasse Allround - Interinvest Mostar - Drut Beliniche - ChK Pirin Blagoewgrad - RK Split Kaltenberg - El Ferrobus Mislata - Ítróttarfelag Stjørnan - Helsinki IFK - E.S.B.F. Besançon - AC Filippos Verias - Cassano Magnago | - Partizan Kičevo - AAC 1899 Arnheim - Tertnes Idrettslag - GZKS Sośnicy Gliwice - Colégio de Gaia - Silcotub Zalău - AGU-Adyif Maikop - ZMC Amicitia Zürich - Slovan Duslo Šaľa - Izmir Külübü - Awtomobilist Browary |

### Ausgeloste Spiele und Ergebnisse
| Mannschaft 1          | Mannschaft 2           | Hinspiel       | Rückspiel      | Gesamt  |
| --------------------- | ---------------------- | -------------- | -------------- | ------- |
| El Ferrobus Mislata   | SC Sparkasse Allround  | 08.10.1999     | 09.10.1999     | 71 : 36 |
| El Ferrobus Mislata   | SC Sparkasse Allround  | 41 : 19        | 30 : 17        | 71 : 36 |
| El Ferrobus Mislata   | SC Sparkasse Allround  | 300 Zuschauer  | 400 Zuschauer  | 71 : 36 |
| Slovan Duslo Šaľa     | Cassano Magnago        | 02.10.1999     | 09.10.1999     | 77 : 35 |
| Slovan Duslo Šaľa     | Cassano Magnago        | 37 : 17        | 40 : 18        | 77 : 35 |
| Slovan Duslo Šaľa     | Cassano Magnago        | 800 Zuschauer  | 100 Zuschauer  | 77 : 35 |
| Silcotub Zalău        | Ítróttarfelag Stjørnan | 08.10.1999     | 10.10.1999     | 84 : 38 |
| Silcotub Zalău        | Ítróttarfelag Stjørnan | 38 : 19        | 46 : 19        | 84 : 38 |
| Silcotub Zalău        | Ítróttarfelag Stjørnan | 420 Zuschauer  | 200 Zuschauer  | 84 : 38 |
| Partizan Kičevo       | Tertnes Idrettslag     | 09.10.1999     | 10.10.1999     | 30 : 83 |
| Partizan Kičevo       | Tertnes Idrettslag     | 15 : 43        | 15 : 40        | 30 : 83 |
| Partizan Kičevo       | Tertnes Idrettslag     | 300 Zuschauer  | 350 Zuschauer  | 30 : 83 |
| ChK Pirin Blagoewgrad | GZKS Sośnicy Gliwice   | 03.10.1999     | 05.10.1999     | 37 : 60 |
| ChK Pirin Blagoewgrad | GZKS Sośnicy Gliwice   | 22 : 30        | 15 : 30        | 37 : 60 |
| ChK Pirin Blagoewgrad | GZKS Sośnicy Gliwice   | 300 Zuschauer  | 200 Zuschauer  | 37 : 60 |
| E.S.B.F. Besançon     | Colégio de Gaia        | 03.10.1999     | 10.10.1999     | 51 : 35 |
| E.S.B.F. Besançon     | Colégio de Gaia        | 21 : 15        | 30 : 20        | 51 : 35 |
| E.S.B.F. Besançon     | Colégio de Gaia        | 2000 Zuschauer | 500 Zuschauer  | 51 : 35 |
| Izmir Külübü          | AGU-Adyif Maikop       | 07.10.1999     | 09.10.1999     | 34 : 64 |
| Izmir Külübü          | AGU-Adyif Maikop       | 15 : 29        | 19 : 35        | 34 : 64 |
| Izmir Külübü          | AGU-Adyif Maikop       | 500 Zuschauer  | 800 Zuschauer  | 34 : 64 |
| AC Filippos Verias    | RK Split Kaltenberg    | 01.10.1999     | 03.10.1999     | 21 : 67 |
| AC Filippos Verias    | RK Split Kaltenberg    | 9 : 33         | 12 : 34        | 21 : 67 |
| AC Filippos Verias    | RK Split Kaltenberg    | 500 Zuschauer  | 600 Zuschauer  | 21 : 67 |
| Helsinki IFK          | Interinvest Mostar     | 02.10.1999     | 03.10.1999     | 31 : 43 |
| Helsinki IFK          | Interinvest Mostar     | 17 : 22        | 14 : 21        | 31 : 43 |
| Helsinki IFK          | Interinvest Mostar     | 1000 Zuschauer | 1000 Zuschauer | 31 : 43 |
| ZMC Amicitia Zürich   | Awtomobilist Browary   | 02.10.1999     | 03.10.1999     | 39 : 67 |
| ZMC Amicitia Zürich   | Awtomobilist Browary   | 25 : 34        | 14 : 33        | 39 : 67 |
| ZMC Amicitia Zürich   | Awtomobilist Browary   | 150 Zuschauer  | 150 Zuschauer  | 39 : 67 |
| AAC 1899 Arnheim      | Drut Beliniche         | 09.10.1999     | 10.10.1999     | 46 : 44 |
| AAC 1899 Arnheim      | Drut Beliniche         | 23 : 23        | 23 : 21        | 46 : 44 |
| AAC 1899 Arnheim      | Drut Beliniche         | 350 Zuschauer  | 250 Zuschauer  | 46 : 44 |

## Achtelfinale

### Qualifizierte Teams
| - Interinvest Mostar - RK Split Kaltenberg - Frederiksberg IF - Frederikshavn F.I. - El Ferrobus Mislata - E.S.B.F. Besançon - Borussia Dortmund - Debreceni VSC | - AAC 1899 Arnheim - Tertnes Idrettslag - GZKS Sośnicy Gliwice - Silcotub Zalău - AGU-Adyif Maikop - ŽRK Žalec - Slovan Duslo Šaľa - Awtomobilist Browary |

### Ausgeloste Spiele und Ergebnisse
| Mannschaft 1         | Mannschaft 2        | Hinspiel       | Rückspiel      | Gesamt  |
| -------------------- | ------------------- | -------------- | -------------- | ------- |
| AAC 1899 Arnheim     | Slovan Duslo Šaľa   | 30.10.1999     | 07.11.1999     | 36 : 51 |
| AAC 1899 Arnheim     | Slovan Duslo Šaľa   | 15 : 24        | 21 : 27        | 36 : 51 |
| AAC 1899 Arnheim     | Slovan Duslo Šaľa   | 400 Zuschauer  | 1200 Zuschauer | 36 : 51 |
| RK Split Kaltenberg  | El Ferrobus Mislata | 30.10.1999     | 07.11.1999     | 35 : 57 |
| RK Split Kaltenberg  | El Ferrobus Mislata | 21 : 25        | 14 : 32        | 35 : 57 |
| RK Split Kaltenberg  | El Ferrobus Mislata | 1000 Zuschauer | 800 Zuschauer  | 35 : 57 |
| E.S.B.F. Besançon    | ŽRK Žalec           | 31.10.1999     | 06.11.1999     | 53 : 39 |
| E.S.B.F. Besançon    | ŽRK Žalec           | 26 : 21        | 27 : 18        | 53 : 39 |
| E.S.B.F. Besançon    | ŽRK Žalec           | 2000 Zuschauer | 600 Zuschauer  | 53 : 39 |
| GZKS Sośnicy Gliwice | Silcotub Zalău      | 30.10.1999     | 06.11.1999     | 49 : 51 |
| GZKS Sośnicy Gliwice | Silcotub Zalău      | 26 : 26        | 23 : 25        | 49 : 51 |
| GZKS Sośnicy Gliwice | Silcotub Zalău      | 300 Zuschauer  | 1000 Zuschauer | 49 : 51 |
| Awtomobilist Browary | Borussia Dortmund   | 30.10.1999     | 01.11.1999     | 57 : 64 |
| Awtomobilist Browary | Borussia Dortmund   | 30 : 35        | 27 : 29        | 57 : 64 |
| Awtomobilist Browary | Borussia Dortmund   | 500 Zuschauer  | 500 Zuschauer  | 57 : 64 |
| Tertnes Idrettslag   | Frederikshavn F.I.  | 31.10.1999     | 07.11.1999     | 54 : 45 |
| Tertnes Idrettslag   | Frederikshavn F.I.  | 26 : 24        | 28 : 21        | 54 : 45 |
| Tertnes Idrettslag   | Frederikshavn F.I.  | 600 Zuschauer  | 1000 Zuschauer | 54 : 45 |
| Interinvest Mostar   | Debreceni VSC       | 30.10.1999     | 07.11.1999     | 38 : 58 |
| Interinvest Mostar   | Debreceni VSC       | 21 : 27        | 17 : 31        | 38 : 58 |
| Interinvest Mostar   | Debreceni VSC       | 1000 Zuschauer | 1800 Zuschauer | 38 : 58 |
| AGU-Adyif Maikop     | Frederiksberg IF    | 06.11.1999     | 07.11.1999     | 52 : 55 |
| AGU-Adyif Maikop     | Frederiksberg IF    | 26 : 30        | 26 : 25        | 52 : 55 |
| AGU-Adyif Maikop     | Frederiksberg IF    | 325 Zuschauer  | 425 Zuschauer  | 52 : 55 |

## Viertelfinale

### Qualifizierte Teams
| - Frederiksberg IF - El Ferrobus Mislata - E.S.B.F. Besançon - Borussia Dortmund | - Debreceni VSC - Tertnes Idrettslag - Silcotub Zalău - Slovan Duslo Šaľa |

### Ausgeloste Spiele und Ergebnisse
| Mannschaft 1      | Mannschaft 2        | Hinspiel       | Rückspiel      | Gesamt  |
| ----------------- | ------------------- | -------------- | -------------- | ------- |
| E.S.B.F. Besançon | Borussia Dortmund   | 19.03.2000     | 26.03.2000     | 44 : 48 |
| E.S.B.F. Besançon | Borussia Dortmund   | 22 : 23        | 22 : 25        | 44 : 48 |
| E.S.B.F. Besançon | Borussia Dortmund   | 3000 Zuschauer | 800 Zuschauer  | 44 : 48 |
| Debreceni VSC     | El Ferrobus Mislata | 18.03.2000     | 25.03.2000     | 39 : 56 |
| Debreceni VSC     | El Ferrobus Mislata | 19 : 33        | 20 : 23        | 39 : 56 |
| Debreceni VSC     | El Ferrobus Mislata | 2200 Zuschauer | 1000 Zuschauer | 39 : 56 |
| Frederiksberg IF  | Slovan Duslo Šaľa   | 18.03.2000     | 25.03.2000     | 50 : 51 |
| Frederiksberg IF  | Slovan Duslo Šaľa   | 24 : 22        | 26 : 29        | 50 : 51 |
| Frederiksberg IF  | Slovan Duslo Šaľa   | 500 Zuschauer  | 1800 Zuschauer | 50 : 51 |
| Silcotub Zalău    | Tertnes Idrettslag  | 19.03.2000     | 25.03.2000     | 50 : 52 |
| Silcotub Zalău    | Tertnes Idrettslag  | 31 : 26        | 19 : 26        | 50 : 52 |
| Silcotub Zalău    | Tertnes Idrettslag  | 1000 Zuschauer | 800 Zuschauer  | 50 : 52 |

## Halbfinale

### Qualifizierte Teams
| - El Ferrobus Mislata - Borussia Dortmund | - Tertnes Idrettslag - Slovan Duslo Šaľa |

### Ausgeloste Spiele und Ergebnisse
| Mannschaft 1        | Mannschaft 2       | Hinspiel       | Rückspiel      | Gesamt  |
| ------------------- | ------------------ | -------------- | -------------- | ------- |
| Borussia Dortmund   | Tertnes Idrettslag | 22.04.2000     | 30.04.2000     | 51 : 65 |
| Borussia Dortmund   | Tertnes Idrettslag | 25 : 25        | 22 : 25        | 51 : 65 |
| Borussia Dortmund   | Tertnes Idrettslag | 1000 Zuschauer | 1100 Zuschauer | 51 : 65 |
| El Ferrobus Mislata | Slovan Duslo Šaľa  | 23.04.2000     | 29.04.2000     | 56 : 44 |
| El Ferrobus Mislata | Slovan Duslo Šaľa  | 29 : 19        | 27 : 25        | 56 : 44 |
| El Ferrobus Mislata | Slovan Duslo Šaľa  | 350 Zuschauer  | 800 Zuschauer  | 56 : 44 |

## Finale
Es nahmen die zwei Sieger aus dem Halbfinale teil. Das Hinspiel fand am 21. Mai 2000 statt. Das Rückspiel fand am 28. Mai 2000 statt.

### Ausgeloste Spiele und Ergebnisse
| Mannschaft 1        | Mannschaft 2       | Hinspiel       | Rückspiel      | Gesamt  |
| ------------------- | ------------------ | -------------- | -------------- | ------- |
| El Ferrobus Mislata | Tertnes Idrettslag | 21.05.2000     | 28.05.2000     | 42 : 41 |
| El Ferrobus Mislata | Tertnes Idrettslag | 24 : 22        | 18 : 19        | 42 : 41 |
| El Ferrobus Mislata | Tertnes Idrettslag | 2000 Zuschauer | 5200 Zuschauer | 42 : 41 |